# Acanthops falcataria
Acanthops falcataria es una especie de mantis del género Acanthops de la familia de insecto Acanthopidae. Es muy común en América del Sur, su principal característica es su semejanza con una hoja muerta.

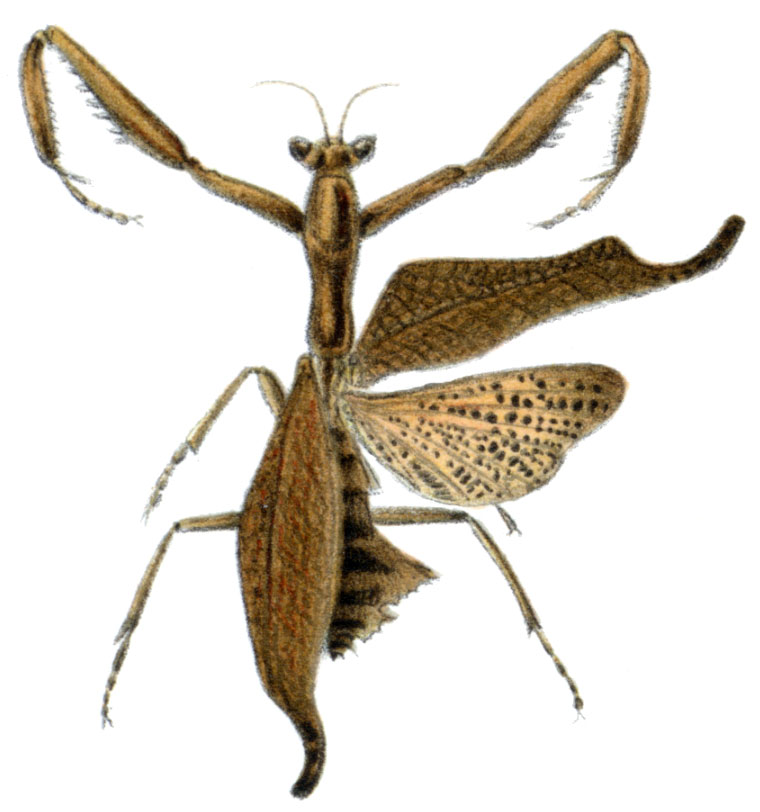
Hembra adulta de Acanthops falcataria